# Niels Lyhne
Niels Lyhne er en roman af J.P. Jacobsen udgivet første gang i 1880.
Det var forfatterens anden roman, hvor den første var Fru Marie Grubbe.
Romanen blev oversat til engelsk og udgivet i 1896 under titlen Siren Voices.
En brasiliansk oversættelse er udgivet i 2003.
Førsteudgaven er tilgængelig som digital tekst og facsimile som en del af Arkiv for Dansk Litteratur på Det kongelige Biblioteks hjemmeside.